# O.J. Punctuel
O.J. Punctuel (Olivier(é) Jujubes Punctuel) is een personage uit de wereld van Pardoes. Hij is een van de hoofdfiguren uit de Eftelingattractie Symbolica.

## Karakter
O.J. Punctuel is Secretaris Protocollair (lakei) in het paleis van Koning Pardulfus, ook wel bekend als paleis Hartenhof. Zijn voorletters O.J. staan voor Olivier Jujubes. Koning Pardulfus heeft de bijnaam Punkie voor hem bedacht.
In de attractie Symbolica heeft hij een prominente rol. Bij binnenkomst staat Punctuel op een grote trap en heeft hij een papyrusrol vast, volgeschreven met etiquetteregels. Hij is erg gehecht aan etiquette en wil dat de audiëntie die wordt afgelegd bij Koning Pardulfus vlekkeloos verloopt.

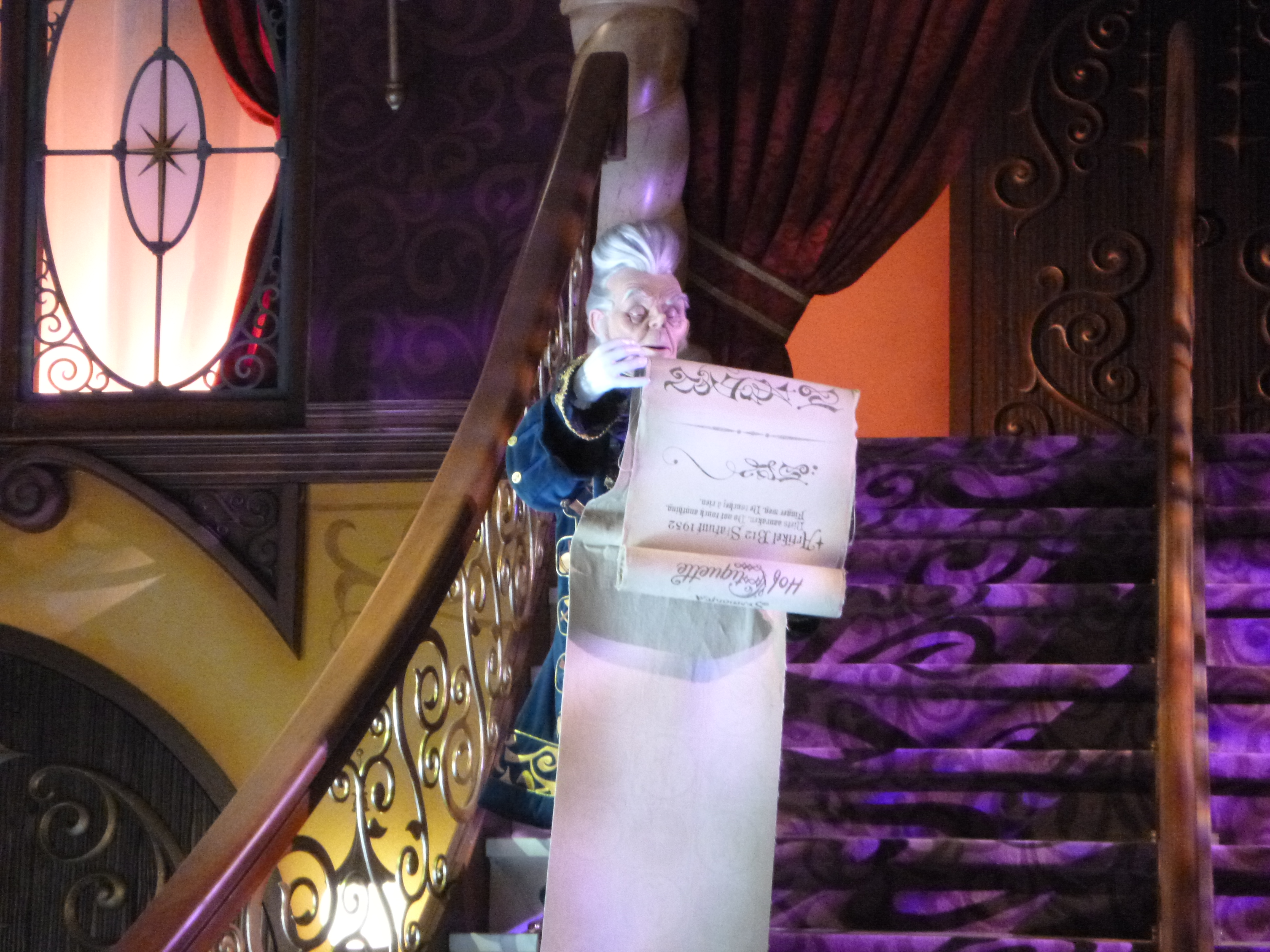
Punctuel in de Efteling-attractie Symbolica

O. J. Punctuel heeft een ontzettende hekel aan Pardoes omdat hij steeds de regels van het paleis breekt. Omdat hij hier dagelijks last van heeft is hij enigszins humeurig. Toch is hij wel heel aardig tegen de kinderen en alle andere mensen die zich wel aan de regels houden. Hij weet niet veel af van de huidige technologie  - zo noemt hij YouTube "TjoepTjoep" - maar staat er wel voor open om over nieuwe dingen te leren van de bezoekers, al vindt hij niet alles net zo geweldig. O. J. Punctuel lacht normaal niet op foto's vanwege het protocol; hij moet altijd formeel en serieus blijven. Hij vindt het echter wel heel leuk om op de foto te gaan.

## Verschijningen

### In de Efteling
In de Efteling is Punctuel te vinden op 5 plekken in de attractie Symbolica eerst op de trap in de voorshow, vervolgens zie je hem in het schattenboudoir vermomd met een baljurk, (die lijkt op die van Pardijn) hij heeft een waaier in z'n hand en hij heeft een kroontje op z'n hoofd. In het heldenkabinet is hij te zien in een ridderharnas met het Symbolicaanse wapen op z'n borst en op z'n schild en hij draagt zijn kenmerkende staf. In de muziek salon zien we een marmeren borstbeeld staan van een componist met een boek in z'n handen en een dirigeerstokje maar de vorm van z'n hoofd en z'n schoenen die onder de zuil uitsteken verraden dat de lakei zich daar verstopt.. Zodra je langs de animatronics komt gaan ze bewegen en praten en probeert de vermomde Punctuel de tour te stoppen maar dan verschijnt Pardoes in de spiegel die toch weer andere plannen heeft. Verder is hij te zien in de koningszaal waar hij de bezoekers streng toespreekt. Tijdens bijvoorbeeld het Negen Pleinen Festijn of de Winter Efteling loopt Punctuel ook buiten de paleismuren. Hij staat dan voor het paleis om ook daar een oogje in het zeil te houden. In de attractie is de stem van Punctuel ingesproken door Jeroen Verheij, entertainer en ontwerper bij de Efteling. Ook tijdens de live-optredens wordt hij over het algemeen door Verheij gespeeld, al nemen andere acteurs, namelijk Roy van Breemen, en Laurens de Groot, de rol occasioneel over.

### Televisie
Ook in de televisieserie De Magische Wereld van Pardoes komt Punctuel voor. Hij wordt hier niet bij naam genoemd, maar draagt wel dezelfde kleding als in de attractie en het park.

### Muziek
O.J. Punctuel heeft in 2019 een carnavalslied uitgebracht, getiteld ’t Is Ongeheurd Wat Hier Gebeurt!.